# سپهر محمدی
سپهر محمدی کمال‌آبادی (سپهر بندری) (زاده ۱۷ مرداد ۱۳۶۸) یک بازیکن فوتسال اهل ایران است که برای باشگاه پالایش نفت بندرعباس در لیگ برتر فوتسال بازی می کند
وی تجربه ۳ بار حضور با تیم ملی فوتسال در جام جهانی را در کارنامه دارد 